# Maurício Gonçalves
Maurício Gonçalves (Rio de Janeiro, 20 de agosto de 1966) é um ator brasileiro. É filho do ator Milton Gonçalves, falecido em 2022.

## Carreira

### Na televisão
| Ano  | Título                             | Papel                            | Notas                                        |
| ---- | ---------------------------------- | -------------------------------- | -------------------------------------------- |
| 2012 | Louco por Elas                     | Vitório                          |                                              |
| 2012 | Fina Estampa                       | Caçador Isaías                   |                                              |
| 2011 | A Vida da Gente                    | Editor de livros                 |                                              |
| 2011 | Por Toda Minha Vida                | Sebastião Joaquim de Oliveira    |                                              |
| 2010 | A Vida Alheia                      | Xaveco Dallas                    | 3 episódios                                  |
| 2009 | Caminho das Índias                 | Vargas                           |                                              |
| 2008 | Casos e Acasos                     | Rodrigo                          | Episódio: "A Ciumenta, o Ciumento e o Ciúme" |
| 2008 | Casos e Acasos                     | Toninho                          | Episódio: "O Trote, o Filho e o Fora"        |
| 2008 | Casos e Acasos                     | Laércio                          | Episódio: "O Ultimato, o Vândalo e a Pensão" |
| 2007 | Duas Caras                         | Afonso Henriques de Lima Barreto | Participação especial                        |
| 2007 | Eterna Magia                       | Padre Zuza                       |                                              |
| 2007 | Amazônia, de Galvez a Chico Mendes | Mestre Irineu (jovem)            |                                              |
| 2006 | Sinhá Moça                         | Capitão-do-Mato                  |                                              |
| 2005 | Carandiru, Outras Histórias        | Chico                            | Episódio: "Ao Mestre com Carinho"            |
| 2005 | Mandrake                           | Marcelo                          |                                              |
| 2005 | Começar de Novo                    | Jairo                            |                                              |
| 2004 | Carga Pesada                       | Tião                             | Episódio: "Atravessadores"                   |
| 2003 | A Casa das Sete Mulheres           | Terêncio                         |                                              |
| 2001 | As Filhas da Mãe                   | Martinez                         |                                              |
| 2001 | Estrela-Guia                       | Michael Brooks                   |                                              |
| 1999 | Chiquinha Gonzaga                  | José do Patrocínio               |                                              |
| 1999 | O Auto da Compadecida              | Jesus Cristo                     |                                              |
| 1998 | Mulher                             | Osmar CB                         | Episódio: "Dia Quente"                       |
| 1998 | Você Decide                        | —                                | Episódio: "O Flagrante"                      |
| 1997 | Anjo Mau                           | Ivan                             |                                              |
| 1996 | Xica da Silva                      | Quiloa                           |                                              |
| 1995 | Irmãos Coragem                     | Brás Canoeiro                    |                                              |
| 1991 | Felicidade                         | Tide                             |                                              |
| 1990 | Gente Fina                         | Zico                             |                                              |

### No cinema
| Ano  | Título                                  | Papel                  |
| ---- | --------------------------------------- | ---------------------- |
| 2015 | O Duelo                                 | Jerônimo               |
| 2008 | Praça Saens Peña                        | Plínio                 |
| 2007 | Cidade dos Homens                       | pai do Cris            |
| 2006 | Anjos do Sol                            | agente de saúde        |
| 2004 | Tainá 2 - A Aventura Continua           | Pajé Tatu Pituna (voz) |
| 2003 | O Homem do Ano                          | detetive Max           |
| 2003 | Aleijadinho - Paixão, Glória e Suplício | Aleijadinho            |
| 2000 | O Auto da Compadecida                   | Jesus Cristo           |
| 1999 | Orfeu                                   | Pecê                   |
| 1997 | O Que É Isso, Companheiro?              | Brandão                |